# Biti's
Biti's (tên đầy đủ: Công ty sản xuất hàng tiêu dùng Bình Tiên) là một thương hiệu chuyên về sản xuất giày, dép tại Việt Nam, được thành lập tại quận 6, Thành phố Hồ Chí Minh vào năm 1982.

## Quy mô
Biti's ban đầu là hai tổ hợp tác nhỏ Bình Tiên và Vạn Thành nằm tại Thành phố Hồ Chí Minh. Hiện nay, bên cạnh 2 cơ sở sản xuất, công ty đã có 7 chi nhánh, 2 trung tâm thương mại, 2 trung tâm kinh doanh, 156 cửa hàng tiếp thị và hơn 1.500 đại lý trên cả nước và xuất khẩu sản phẩm sang 40 quốc gia trên toàn thế giới trong đó có thể kể đến các thị trường như: Nga, Ukraina, Các Tiểu vương quốc Ả Rập Thống nhất (UAE), Bahrain.

## Lịch sử hình thành và phát triển
- Năm 1982: khởi nghiệp từ hai tổ hợp sản xuất Bình Tiên và Vạn Thành tại đường Bình Tiên, quận 6, Thành phố Hồ Chí Minh với 20 công nhân, chuyên sản xuất các loại dép cao su đơn giản.[1]
- Năm 1986: 2 tổ hợp tác sáp nhập lại thành Hợp Tác Xã cao su Bình Tiên hoạt động tại quận 6, chuyên sản xuất các loại dép, hài, tiêu thụ trong nước và xuất khẩu sang các nước Đông Âu và Tây Âu.[1]
- Năm 1989: Hợp tác xã Cao su Bình Tiên trở đơn vị ngoài quốc doanh đầu tiên của Việt Nam được Nhà nước cho quyền trực tiếp xuất - nhập khẩu.
- Năm 1990: Hợp tác xã Cao su Bình Tiên đầu tư mới hoàn toàn công nghệ của Đài Loan và sản xuất sản phẩm mới (giày dép xốp EVA) để tăng tính cạnh tranh với hàng ngoại nhập.
- Năm 1991: thành lập công ty liên doanh Sơn Quán - đơn vị liên doanh giữa Hợp tác xã Cao su Bình Tiên với công ty SunKuan Đoài Loan - chuyên sản xuất hài, dép xuất khẩu. Đây là Công ty liên doanh đầu tiên giữa một đơn vị kinh tế tư nhân Việt Nam với một Công ty nước ngoài (thời hạn 18 năm).
- Năm 1992: Hợp tác xã Cao su Bình Tiên chuyển thể thành Công ty Sản xuất Hàng tiêu dùng Bình Tiên (Biti's); chuyên sản xuất dép xốp các loại, xăng-đan thể thao, giày da nam nữ, giày thể thao, giày tây, hài,... tiêu thụ trong và ngoài nước.
- Năm 1995: thành lập công ty TNHH Bình Tiên Đồng Nai (Dona Biti's)
- Năm 2000: thành lập văn phòng đại diện tại Vân Nam, Trung Quốc.
- Năm 2001: Biti's được tổ chức BVQI và QUACERT cấp giấy chứng nhận đạt tiêu chuẩn hệ thống quản lý chất lượng quốc tế ISO 9001: 2000.
- Năm 2002: thành lập Trung tâm thương mại Biti's Tây Nguyên.
- Năm 2005: thành lập Trung tâm Thương mại Biti's Miền Bắc.
- Năm 2006: thành lập Trung tâm Thương mại Biti's Lào Cai.
- Năm 2006: thành lập Trung tâm Kinh doanh Biti's Đà Nẵng.
- Năm 2008: thành lập chi nhánh Biti's Miền Tây.
- Năm 2009; thành lập chi nhánh Biti's Miền Nam.[2], ra mắt tuyến tàu lửa Sapaly Hà Nội – Lào Cai – Hà Nội
- Năm 2013: khai trương khách sạn 4 sao đầu tiên tại Lào Cai: Sapaly Hotel Lào Cai

## Thành tích và đánh giá
- Hai lần đạt thương hiệu quốc gia Việt Nam Value (các năm 2008 và 2010)
- Nhận giải thưởng "Thương hiệu đầu ngành Hàng Việt Nam chất lượng cao" năm 2007.
- Ba năm liền (2005 đến 2007) là doanh nghiệp đoạt Cúp vàng Top Ten thương hiệu Việt uy tín chất lượng do Liên hiệp các Hội Khoa học và Kỹ thuật Việt Nam tổ chức.[3]